# Greg Steube
William Gregory Steube, detto Greg (Bradenton, 19 maggio 1978), è un politico statunitense, membro della Camera dei Rappresentanti per lo stato della Florida.

## Biografia
Nato a Bradenton, Steube frequentò l'Università della Florida e si laureò in giurisprudenza, per poi intraprendere la professione di avvocato. Arruolatosi nell'esercito, prese parte alla guerra in Iraq nei JAG e raggiunse il grado di capitano.
Politicamente attivo con il Partito Repubblicano, nel 2010 venne eletto all'interno della Camera dei rappresentanti della Florida, la camera bassa della legislatura statale, dove restò per sei anni, finché nel 2016 vinse un seggio all'interno della camera alta della legislatura, il Senato della Florida.
Nel 2018 si candidò alla Camera dei Rappresentanti per il seggio lasciato dal compagno di partito Tom Rooney e risultò eletto deputato.